# Старое здание Национального собрания
Старое здание Национального собрания (болг. Старата сграда на Народното събрание) ныне используется Народным собранием Болгарии для проведения парламентских дебатов. Оно было объявлено памятником культуры из-за своего исторического значения. Расположенное в центре Софии здание было построено в неоренессансном стиле по проекту сербско-болгарского архитектора Константина Йовановича, получившего соответствующее образование в Вене и Швейцарии. Строительные работы шли с 1884 по 1886 год, ими руководил Фридрих Вильгельм Густав Либе, молодой строитель из Саксонии, которому на начало их было всего 22 года. Первоначально здание Национального собрания было выкрашено в кремовый цвет, но со второй половины XX века оно стало белым.
В августе 1990 года здание было подожжено болгарскими коммунистическими активистами.
Здание изображено на оборотной стороне банкноты в 20 болгарских левов, выпущенной в 1999 и 2007 годах.

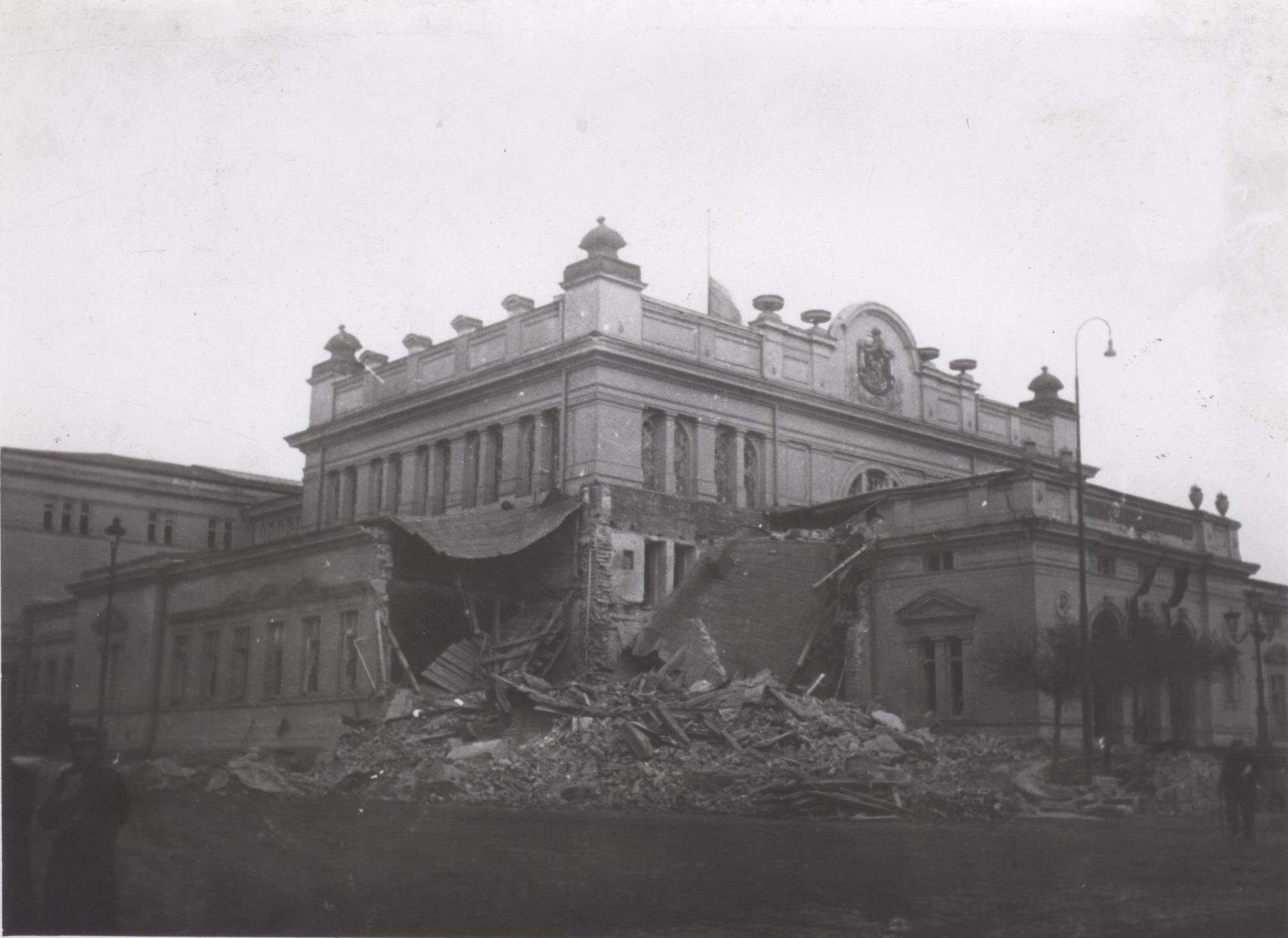
Здание парламента после бомбардировки союзниками 10 января 1944 года

Из-за нехватки помещений в Старом здании Национального собрания некоторые кабинеты Национального собрания ныне располагаются в Партийном доме, бывшей штаб-квартире Болгарской коммунистической партии, расположенной в Ларго. Было выдвинуто также предложение о том, чтобы Национальное собрание полностью бы переехало в Партийный дом, а его внутренний двор был бы преобразован в зал для пленарных заседаний.
С сентября 2020 года Национальное собрание расположилось в Партийном доме. Но после парламентских выборов в Болгарии в апреле 2021 года Национальное собрание вернулось в Старое здание, потому что сформировавшееся в результате них новое оппозиционное большинство рассматривало Партийный дом как символ коммунистического прошлого Болгарии.